# Corus latus
Corus latus är en skalbaggsart som beskrevs av Stefan von Breuning 1938. Corus latus ingår i släktet Corus och familjen långhorningar.
Artens utbredningsområde är Senegal. Inga underarter finns listade i Catalogue of Life.